# 춘추오패
춘추오패(春秋五覇)는 중국의 고대 춘추시대 제후 간 회맹의 맹주를 가리킨다. 춘추시대의 5대 강국을 일컫기도 한다. 이들 패자는 모두 존왕양이(尊王攘夷)를 내세웠다. 5의 수는 오행 사상(나무·불·흙·쇠·물의 다섯 물질의 운행에 의해 만물이 성립한다고 하는 사상)에 의한 것으로, 특별히 역사적으로 어떤 의미가 있는 것은 아니다.
춘추오패는 제(齊)나라의 환공(桓公), 진(晉)나라의 문공(文公), 초(楚)나라의 장왕(莊王), 오(吳)나라의 왕 합려(闔閭), 월(越)나라의 왕 구천(句踐)을 가리키며, 기록에 따라서 진(秦)나라의 목공(穆公), 송(宋)나라의 양공(襄公) 또는 오나라 왕 부차(夫差) 등을 꼽는 경우가 있다.

## 제의 환공
제 환공(齊 桓公, ? ~ 기원전 643년, 재위: 기원전 685년 ~ 기원전 643년)의 이름은 소백(小白)이다. 전설에 의하면 제는 주를 도와 은을 멸망시키는 데 공을 세운 태공망 여상(呂尙)이 문왕(文王)으로부터 산동성 임치(臨淄)에 영지를 받아 세운 나라로, 기원전 7세기에 환공이 왕이 되자 부강하게 되었다. 환공은 이복형 규(糾)와 싸워 즉위하고 재상으로 관중(管仲)을 등용했다. 관중의 헌책에 의해 어업·제염업·양잠업 등의 경제 정책을 장려하고 군대를 정비하여 기원전 679년 제후(諸侯)와 견(甄)에서 회맹하여 춘추시대 최초의 패자가 되었다. 기원전 651년 규구(葵丘)의 회에서 패업을 자랑했지만, 관중 사후에 3총(三寵)에게 권력을 빼앗기고 사후 내란에 의해 두달 동안이나 시체를 매장하지 못했다고 한다.

## 진의 문공
진 문공(晉文公, ? ∼ 기원전 628년, 재위: 기원전 636년 ∼ 기원전 628년)의 이름은 중이(重耳)이다. 춘추시대(春秋時代) 진(晉)의 제24대 군주이다. 문공은 아버지 헌공(獻公)에게 추방당하여 19년 동안 열국을 유랑하다가 의형(義兄)인 진(秦) 나라 목공(穆公)에 의하여 62세에 고국으로 돌아오게 되었다. 진나라의 공이 되자 많은 현신(賢臣)을 얻어 먼저 주(周) 나라의 양왕(襄王)을 도와 그 자리를 다시 차지하도록 하였고 잇달아 송의 청으로 인하여 초나라의 군세를 격파시켰다(기원전 632년). 제(齊) 나라의 환공(桓公)과 아울러 제후의 패자(覇者)가 되었으나 패자에 오른 지 3년 만에 죽었다. 은원 관계가 철저하여 유랑 시절에 자신을 박대했던 정(鄭), 위(衛), 조(曺) 에게 복수하기도 한다. 멀리 따지면  한 집안

## 초의 장왕
초 장왕(楚 莊王, ? ∼ 기원전 591년, 재위: 기원전 614년 ∼ 기원전 591년)의 이름은 려(侶)이다. 초(楚)나라 목왕(穆王)의 아들로서 진(晉)의 군대를 격파하고 대승을 거두었다. 역대 초나라 왕 중에 명분을 중시했던 첫 군주였으며 한때 진(陳)나라를 멸망시켰으나 명신 신숙시의 간언을 듣고 독립시켜 주었다.

## 오왕 부차
오왕 부차(吳王 夫差, ? ~ 기원전 473년, 재위: 기원전 495년 ~ 기원전 473년)의 아버지 합려(闔閭)는 초의 망명 신하 오자서(伍子胥)를 기용하여 기원전 506년 초의 서울 영(郢)을 함락시켰는데, 월의 윤상(允常)의 침입에 의해 이후 오·월의 다툼이 시작됐다. 합려는 윤상의 사후 월을 공격했지만, 월왕 구천(句踐)에 의해 참패당하고 그 아들 부차에게 복수를 서약시켰다. 부차는 구천을 기원전 494년 회계(會稽)에서 격파하고 남방을 정복했다. 계속해서 북상하여 기원전 482년 진(晉)을 맹주로 하는 중원 여러 나라를 무력으로 누르고 패자(覇者)가 되었다. 강남 세력의 중원 진출이라는 의의를 갖고 있지만, 그 사이 월왕 구천은 오의 수도 고소(姑蘇)를 공격하여, 기원전 473년에 부차는 구천에게 대패하여 자살하고 오나라는 월에 병합되었다.

## 월왕 구천
월왕 구천(越王 勾踐, ? ~ 기원전 465년, 재위: 기원전 496년 ~ 기원전 465년)은 춘추시대 최후의 패자이다. 윤상의 아들이다. 오왕 합려는 월에 침입했지만 구천은 그를 격파했다. 오왕 부차는 와신(臥薪)하여 2년 후 회계에서 그를 항복시켰다. 구천은 명신 범려(范蠡)와 상담(嘗膽)하고 기원전 477년 부차를 고소(姑蘇)에서 포위하여 자살하게 하였다. 구천은 북상하여 산동의 서주에서 제후를 모이게 하여 패자가 되었다. 오·월의 싸움은 이 고사를 말한다.

## 같이 보기
- 제나라
- 진나라
- 초나라
- 오나라
- 월나라